# Controle organizacional
Controle organizacional pode ser definido como uma especificação ou codificação no âmbito de uma organização. As possibilidades de monitoramento para determinar se existem desvios em relação ao padrão ou regras e estruturas institucionais (salvaguardas) que permitam que os padrões e regras sejam reestabelecidos, até de forma coercitiva.
Controle organizacional é o processo pelo qual o comportamento de pessoas e coisas é circunscrito aos objetivos das organizações.

## Consequências
O controle organizacional é utilizado para diminuir o nível de risco das operação de uma organização. a existência de controles organizacionais serve para definir parâmetros para avaliar o desempenho de uma organização e de seus colaboradores. a existência de controles adequados melhora a percepção da organização junto a sociedade.

## Modelos
Um dos modelos mais utilizados para classificar os controles é a proposta pelo Coso (2004), que divide os controles formais em dois tipos: preventivos – são implementados com a finalidade de impedir as possíveis ocorrências de riscos (que podem ser associados ao controle de comportamento ou controle de processos); e detectivos – são implementados com a finalidade de detectar possíveis falhas antecipando, ou corrigindo os problemas identificados, evitando a propagação do risco para a etapa seguinte do processo (que podem ser associados aos controles de saída de cada fase do processo).